# Bán đảo Izu

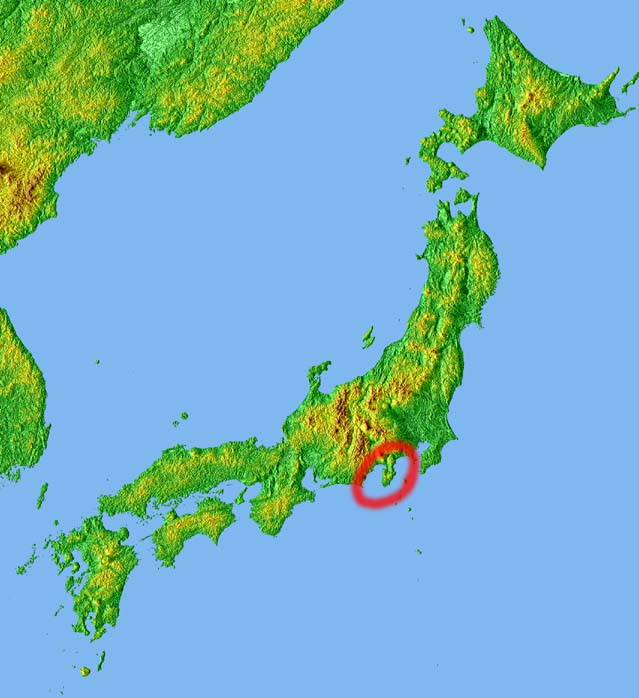
Vị trí bán đảo Izu

Bán đảo Izu (伊豆半島 (Y Đậu bán đảo)) là một bán đảo lớn với nhiều núi và bờ biển lõm vào nằm ở phía tây Tokyo, vùng bờ biển Thái Bình Dương thuộc đảo Honshū, Nhật Bản. Nơi này trước đây là tỉnh Izu, hiện nay đã được sáp nhập và là một phần của tỉnh Shizuoka. Bán đảo có diện tích 1.421,24 km2 và dân số năm 2005 là 473.942 người.